# Neperigea perolivalis
Neperigea perolivalis är en fjärilsart som beskrevs av Barnes och Mcdunnough 1912. Neperigea perolivalis ingår i släktet Neperigea och familjen nattflyn. Inga underarter finns listade i Catalogue of Life.